# Суяргулов, Нурмухамет Алибаевич
Нурмухамет Алибаевич Суяргулов (баш. Нурмөхәмәт Әлибай улы Һөйәрғолов; род. 9 февраля 1937, Кабакуш, Башкирская АССР) — советский и российский лингвист-арабист.

## Биография
В 1945 году поступил учиться в Кабакушевскую начальную школу. 5,6 классы учился в Табулдинской семилетней школе, 7 класс закончил в Карагушевской семилетке (с отличием).
В 1952 году поступил в Башкирский республиканский техникум физической культуры в г. Уфе (БРТФК), закончил в 1955 по специальности преподаватель физвоспитания; направлен инструктором физкультуры в горсовет ДСО «Шахтер» г. Кумертау.
В техникуме занимался спортивными играми (волейбол, баскетбол), лыжами, стрелковым спортом и плаванием.
Чемпион и рекордсмен Башкирии по плаванию (1954), призёр первенства России в городах Куйбышев (1955), Туапсе (1956), Краснодар (1960) и Вооруженных сил СССР (Ташкент, 1957).
В 1966 году закончил Стерлитамакский вечерний машиностроительный техникум по специальности техник-электрик (отделение ЭППУ).
В 1978 году закончил механический факультет Башсельхозинститута (заочно) по специальности — инженер-механик.
Стаж работы по педагогическим специальностям — 28 лет, по инженерным — 29: старший инженер-электрик, главный энергетик, главный инженер, директор «Агропромэнерго».
Работал также литературным сотрудником в газетах: «Путь Ленина» в Стерлибашевском и «Знамя Коммунизма» Стерлитамакском районах.
Служба в Советской Армии (1956—1959) в Туркестанском военном округе (Тур-кво), воинская специальность — топограф-геодезист. По долгу службы занимался также альпинизмом. Совершил восхождение на горные вершины в горах Памира и Тянь-Шаня, последние 5 восхождений в Заилийском Алатау.
На службе в СА выполнил несколько спецзаданий, связанные с Афганистаном (1959). За образцовую службу многократно поощрялся командованием войсковой части, был принят кандидатом в члены КПСС.
В 1973-74 годах — начальник отдела Самаркандского высшего танкового командного училища (СВТКУ).
Арабистикой начал заниматься с 5 лет под руководством отца, затем самостоятельно. В 10 лет 7 раз прочитал Коран по оригиналу. Обучался в Исламском университете Дамаска (Сирия) — учёба, экзамены, сертификат имама и преподавателя арабского языка (1993). Стажировка в Иорданском университете (Амман, 1995). С 1992 по 2006 гг. преподаватель арабского языка в БРГИ № 2 г. Ишимбай.
В БРГИ № 2 ответственен за создание кабинета арабского языка в 1992-м году.
Лауреат Государственной премии Республики Башкортостан имени Салавата Юлаева (за перевод и издание Корана на башкирском языке (Москва, 1994), отличник образования РБ (1997), кандидат филологических наук (2004) за филологическое исследование Корана. Автор множества печатных издании, в том числе: «Учебник арабского языка», «Грамматика арабского языка», «Как читать Коран», «Саудовский дневник», «На земле двух святынь», «Европейская коранистика и башкирский перевод Корана» — тема диссертации, «Программа по арабскому языку для общеобразовательных школ»; а также редактор и составитель «Словаря арабских и персидских заимствований в башкирском языке».
Дважды совершил паломничество в Мекку и Медину (2006, 2009). Последнее место работы: доцент кафедры иностранных языков Стерлитамакской педагогической академии имени Зайнаб Биишевой (ныне Стерлитамакский филиал БГУ): 2006—2012 гг.

## Кабинет арабского языка
Созданный Суяргуловым Н. А. в 1992-м году кабинет арабского языка в Башкирской республиканской гимназии-интернате № 2 в г. Ишимбай РБ к 2000-м годам (в дальнейшем «Кабинет») стал образцовым учебнообразовательным пунктом, не имеющим аналогов не только в Башкортостане, но и в России:
1. Наличие всей учебно-методической и инфоомационой литературы конца XX века и всех технических средств обучения (ТСО) на уроках и внеклассных мероприятиях, лингафонная система, аудио, видеоаппаратура, спутниковая система приема арабских телеканалов, в том числе видеоуроки языкового центра Иорданского университета, типографическая аппаратура с арабской системой набора и печатания текстов позволяли вести уроки по стандартам самых современных требовании.
2. Посольство Саудовской Аравии в Дамаске и в самой Мекке предоставило три типа полнокомплектных программ с учебниками по арабскому языку для его неносителей, в том числе для первого варианта 12 книг, второго-6; для третьего −3 книги с аудиозаписью.
3.Кабинет в лице БРГИ-2 установил прямую связь с посольствами в Москве: Кувейтская дипмиссия периодически высылала книги и печатные издания СМИ своей страны, а Иорданский посол -все учебники средних школ Иордании .
4. В области инновационных технологий в сфере образования кабинет заключил договор с Институтом стран Азии и Африки МГУ имени Ломоносова в Москве (договор от 30 октября 1998 г. Подписанты директор М. С. Мейер, зав кафедрой арабской филологии Г. М. Габучан (203-35-87);первым шагом данного договора явилось прибытие в гимназию ст. преподавателя арабской филологии Г. Р. Аганиной, которая в течение двух недель активно участвовала в учебно -воспитательной деятельности гимназии.
5. Научно- методический совет Башкирского Института развития образования (БИРО) от 10.09.1998 г. вынесло экспертное заключение о присвоении кабинету БРГИ-2 статуса «Научно экспериментальной лаборатории по арабскому языку» с соответствующим штатом.
б. Чтобы вызвать живой интерес к изучению арабского как государственного языка 23-х стран Азии и Африки к учебно воспитательному процессу были привлечены носители языка студенты- арабы, обучающиеся и БГМУ в Уфе, которые стали частыми гостями у учащихся гимназии-интерната.
Приятной новостью для учащихся стал приезд в гимназию арабской семьи из Иордании. Глава семьи Мустафа Аль- Саид, его супруга Суха и дочь Халя увлеченно рассказывали о себе, культуре и быте своего народа. А Халя осталась продолжить учёбу в гимназии, а после окончания её стала студенткой Иорданского университета в Аммане (с аттестатом БРГИ-2)
7. Кабинет в лице БРГИ-2 установил прямую связь с Исламским культурным центром России в Москве (ИКЦ России) получая у них различную литературу и бланки направлении на учёбу в учебные заведения арабских стран
8. В целях продолжения дальнейшей учёбы часть выпускников гимназии выбирала учёбу в арабских странах-в Египте, Саудовской Аравии. Иордании, Кувейте, ставшие впоследствии учеными, преподавателями, переводчиками и даже имамами в г.г. Казань, Н. Новгород , Уфа. Такие, например,А. Давлетшин , И. Дильмухаметов, (Каирский университет Аль-Азхар), Б. Муслимов (Мединский университет-Саудовская Аравия),Д Ахмеров, А. Миниянова (Унинверситет Аль-Аль-Баит — бывший Королевский университет -(Иордания),Ю. Юсупов (Кувейтский университет) и т, д. Во внеучебное время кабинет оказывал безвозмездную помощь и другим гражданам в переводе писем с фронтов ВОВ, написанные на языке старо-тюрки. А выражающим желание совершенствовать познания в арабистике и Исламе двум имамам-Г.Фахретдинову и А. Бихмухаметову помог устроиться на учёбу в Исламский университет АбуАн-Нур в Дамаске (С ирия).
9. Кроме собственных методических пособий и разработок, кабинет имел прямой выход (при необходимости) на крупную издательскую компанию по выпуску видеопродукции для учебных заведений, где ранее мы приобретали комплект книг-сказок для детей со звуковым сопровождением (Иордания, Амман-центр, улица Фейсал — 1846, Хаватмен, тел.65-35-09).
10. Разумеется все наши наработки не могли остаться незамеченными: «Полезная встреча» — газета «Восход» от 7.02.1995; «Есть такая гимназия» — «Башкортостан» от 25.06.1993; журнал «Учитель Башкортостана» — март — 1994; август — 1996; январь — 1999; журнал Стерлитамакской педакадемии (ныне Стерлитамакский филиал БашГУ); ноябрь — 2009, 2010, 2011 и май 2012 гг. — вот неполный перечень печатных публикаций. Отрадно отметить, что башкирский перевод Священного Корана с транскрипцией арабского текста, набранный и опечатанный в типографии кабинета был показан даже на Иорданском государственном телевидении (июль — 1995) в передаче «60 минут».
11. БРГИ стала единственным учебным заведением где студенты 5 курса арабского отделения филологического факультета БГУ ежегодно проходили двухнедельную педагогическую практику; некоторые из них сами стали позже преподавателями с ученой степенью кандидата филологических наук.
12. В планах гимназии было предусмотрено ежегодное проведение семинаров и практикумов по арабистике как городского так и регионального уровней, а семинар — практикуму ноября 1997 г. можно придать статус международного, поскольку кроме ученых АН РБ, БГУ в нём приняли участие ученые-арабисты — доктора наук: Хамди Ас-Сагир (Египет), Башир Мустафа (Судан), Г. Р. Аганина (ИСАА МГУ. Им. Ломоносова).
13. Обобщение инновационных технологий и новых методов обучения легло в основу реферата на тему «Использование информационного поля в структуре уроков арабского языка по Саудовской методике обучения в БРГИ-2 г. Ишимбай», ставший затем участником конкурса по присуждению Премии Правительства Российской Федерации в области образования за 1999 год (регистрационный № 18-55-555 от 09.04.1999 в Москве).
14. Кроме исследований программ, учебников, учебных пособий арабо-язычных стран нами издано немало печатных публикаций в СМИ, а также "Программа по арабскому языку для 5-6 классов общеобразовательных школ (утверждены Минобразования РБ (журнал «Учитель Башкортостана» −8- 1996 г.); «Учебник арабского языка», «Грамматика арабского языка», «Европейская Коранистика и башкирский перевод Корана», «Саудовский дневник», «На земле двух святынь», набор и редактирование «Башкирско-русского словаря арабских и персидских заимствований». Они изданы отдельной книгой в типографиях Ишимбая, Уфы, Казани.

## Публикации
- Европейская коранистика и башкирский перевод Корана. — Уфа: Башкирский госуниверситет, 2003. ISBN/ISSN 5747709380